# Fareed Zakaria

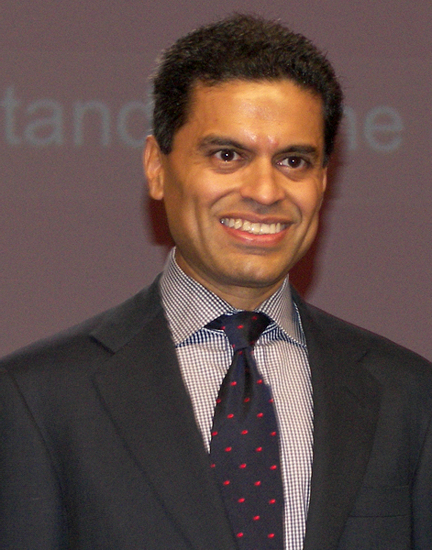
Fareed Zakaria (2007)

Fareed Rafiq Zakaria (Hindi फरीद ज़कारिया; * 20. Januar 1964 in Bombay, Indien) ist ein indisch-US-amerikanischer Journalist. Er ist Redakteur des Time Magazine und moderiert die wöchentliche TV-Sendung Fareed Zakaria GPS auf CNN.

## Leben
Zakaria entstammt einer muslimischen Konkani-Familie, die sich in Bombay niedergelassen hatte, wo er die anglikanische Cathedral and John Connon School absolvierte. Er erwarb den Bachelor of Arts an der Yale University, wo er Präsident der Yale Political Union, Chefredakteur des Yale Political Monthly,  und Mitglied der Party of the Right war. Er wurde 1993 an der Harvard University in Politikwissenschaft promoviert, wo er bei Samuel P. Huntington und Stanley Hoffmann sowie dem Theoretiker der internationalen Beziehungen Robert Keohane studierte.
Im Anschluss lehrte er dort Internationale Beziehungen sowie politische Philosophie, bis er leitender Redakteur der international renommierten Fachzeitschrift Foreign Affairs wurde. Von Oktober 2000 bis August 2010 verantwortete er als Chefredakteur von Newsweek International dessen überregionale Ausgaben und erreichte damit rund 3,5 Millionen Leser weltweit. Neben seiner Tätigkeit bei Newsweek arbeitete er von 2002 bis 2007 als politischer Kommentator für den Nachrichtensender ABC News. Seit Juni 2008 moderiert er auf CNN die wöchentliche Sendung Fareed Zakaria GPS.
Im August 2012 wurde Zakaria von Time und CNN für eine Woche suspendiert, um Plagiatsvorwürfe gegen ihn zu untersuchen.
Zakaria schreibt regelmäßig für Newsweek, die New York Times, das Wall Street Journal und The New Yorker.
Seit 1997 war Zakaria 21 Jahre lang mit der Schmuckdesignerin, Autorin und Meditationslehrerin Paula Throckmorton verheiratet, mit der er drei gemeinsame Kinder hat (ein Sohn und zwei jüngere Töchter). Als seine Frau im Jahr 2018 die Scheidung einreichte, waren die Kinder zwischen 10 und 19 Jahre alt. Zakaria lebt in New York City.

## Bücher

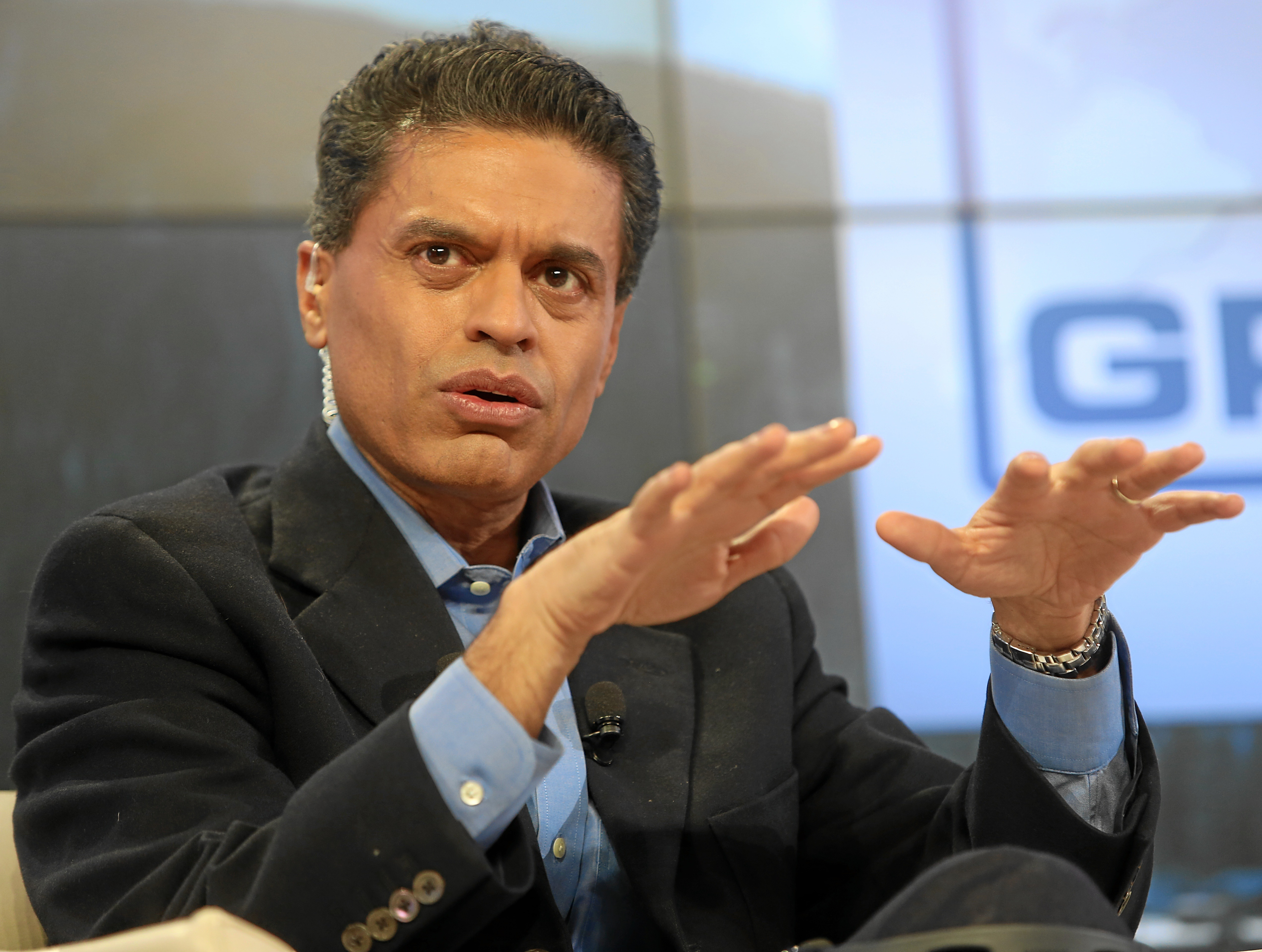
Zakaria während des WEFs 2013

- James F. Hoge, Fareed Zakaria (Hrsg.): The American Encounter: The United States and the Making of the Modern World. Essays from 75 Years of Foreign Affairs. Basic Books 1997, ISBN 0-465-00170-X
- From Wealth to Power. Princeton University Press 1998, ISBN 0-691-04496-1
- The Future of Freedom: Illiberal Democracy at Home and Abroad. W. W. Norton & Company 2003, ISBN 0-393-04764-4, bereits in 17 Sprachen übersetzt

Deutsche Übersetzung durch Torsten Waack: Das Ende der Freiheit? Frankfurter Allgemeine Buch 2005, ISBN 3-89981-044-9
- Der Aufstieg der Anderen. Siedler Verlag 2009, ISBN 3-88680-917-X (Englische Originalausgabe unter dem Titel The Post-American World. W. W. Norton & Company 2008, ISBN 0-393-06235-X)
- The Post-American World, Release 2.0. W.W. Norton & Company 2011, ISBN 0-393-08180-X.
- In Defense of a Liberal Education. W.W. Norton & Company 2015, ISBN 978-0-393-24768-8.
- Ten Lessons for a Post-Pandemic World. W.W. Norton & Company 2020, ISBN 978-0-393-54213-4.
- Niall Ferguson, Fareed Zakaria: Ist die freiheitliche Weltordnung am Ende? Ein Streitgespräch. Nagel & Kimche, München, 2020, ISBN 978-3-312-01157-5
- Age of Revolutions: Progress and Backlash from 1600 to the Present, (W. W. Norton & Company; 2024) ISBN 978-0-393-23923-2